# Carlo Ruta
Carlo Ruta, né à Raguse le 26 août 1953, est un historique, journaliste et essayiste italien contemporain spécialiste de l'étude de l'histoire de la Méditerranée et de  la mafia sicilienne. Il est diplômé en philosophie de l'Université de Messine et titulaire d'une maîtrise en théorie de la connaissance, de morale et de communication de l'Université d'Urbino.

## Activité littéraire
À partir des années 1980 et jusqu'au début des années 1990, il dirige la revue Libri meridionali, puis la Bibliothèque historique du voyage en Sicile et publie en 1998 Les voyageurs en Sicile au XVIIIe siècle. L'image de l'île au siècle des Lumières, actualisant les conclusions de l'étude publiée quarante ans plus tôt par Salvatore Francesco Romano,.
Puis il s'oriente vers des enquêtes de journalisme d'investigation sur la mafia sicilienne. En 1995, il publie un essai historique avec la maison d'édition Rubbettino, Il binomio Giuliano-Scelba. Un mistero della Repubblica? sur le bandit sicilien Gaspare Pisciotta.
Dans la seconde partie des années 1990, avec la maison d'édition de Palerme La Zisa, il publie Cono d'ombra (1997) sur les vicissitudes italiennes des années 1980 — la défaite du mouvement syndical, la séparation des forces politiques de gauche, la naissance de valeurs nouvelles et d’une société et d’un marché de travail plus fragmentés, la critique du paradigme antifasciste ; et l'année suivante Politica e mafia negli Iblei (1998).
Aux éditions Le Pietre, il publie en 2004 Segreti di banca. L'Antonveneta dai miracoli del nord-est agli intrighi siciliani, et La banca degli amici, en 2005 sur le secret bancaire.
Toujours en 2005, c'est Morte à Raguse, sur le meurtre du journaliste d'investigation communiste Giovanni Spampinato en 1972. Spampinato avait reçu le Prix Saint-Vincent du journalisme, mention spéciale du jury en souvenir, en 2007. Carlo Ruta publie en 2008 Segreto di mafia. Il delitto Spampinato e i coni d'ombra di Cosa Nostra, à la suite de la Convention de Palerme.
En 2010 il rédige, soutenu par la maison d'édition Mimesis de Milan, une analyse internationale des conflits parrainés par les États-Unis, du Viêt Nam à l'Afghanistan : Guerre solo ingiuste. La legittimazione dei conflitti e l'America dal Vietnam all'Afghanistan
En 2011, la publication par l'éditeur romain Castelvecchi de son étude sur la Narcoeconomy. Business e mafie che non conoscono crisi remporte un succès au-delà des frontières de son pays avec ce sujet d'actualité sur la narcoéconomie.
Carlo Ruta publie deux études sur la période islamique de la Sicile : en 2014, Il crepuscolo della Sicilia islamica  et 2015, Cristiani e musulmani nella Sicilia Normanna.
Ruta renoue avec le journalisme d'investigation, onze ans après l'assassinat le 17 juin 2001 en Haute-Corse, de l'auteur du Crépuscule des Corses, Nicolas Giudici, dans un ouvrage publié dans la collection A Voce alta des éditions Alpine Studio de Lecco : Il caso Giudici. Nicolas Giudici: la misteriosa morte del giornalista che indagò sui poteri forti di Francia..

## Conférences
Il a présenté à la librairie Mondadori à Rome Il Mediterraneo oltre il jihad e lecrociate. Le 17 septembre 2009, il a fait une conférence sur Recessione e mafie (1). È l’Eldorado delle economie illegali?.

Le 14 juin 2016, il a eu un entretien avec Achille Occhetto sur L’utopia del possibile et le 27 mars 2017, il a présenté  au lycée scientifique de Ceccano Federico II e il suo tempo.

## Blog d'enquête
Pour soutenir son activité de recherche, Carlo Ruta a ouvert en 2001 un blog traitant d'enquêtes sur la finance et la politique, ainsi que sur les réalités criminelles et les mafias peu connues de l'opinion publique.
Il comportait une archive télématique, Giuliano e la Stato rassemblant plus d'une centaine de documents de l'immédiat après-guerre, dont certains ont ensuite fusionné avec le livre Giuliano e le Stato, publié en 2005.
Le site a été fermé en décembre 2004 par les autorités et remplacé de février 2005 à mars 2009 par le blog de documentation historique et sociale leinchieste.com.
Ces dernières années, Ruta a écrit dans le mensuel Narcomafie, pour le manifeste Libera Informazione de Roberto Morrione, Article 21, Antimafia 2000 et sur le portail de paix télématique Peacelink ; il a également édité la chronique Qui mafia, pour l'hebdomadaire en ligne Domani et il est membre de la Société philosophique italienne, section d'Urbino.
La sentence prononcée contre le blog en 2008 par le juge de Modica en Sicile pour publication clandestine affirme que le site avait toutes les caractéristiques d'un journal en ligne, et qu'il devait donc s'astreindre à l'enregistrement officiel avant toute publication. Elle s'appuie sur la législation anti-fasciste de 1948, actualisée en mars 2001, et généralise le concept de stampa clandestina pour la toile.

## Publications
- Viaggio nell'antica Roma, lungo le vie dei saperi, delle cittadinanze e del sacro (con S. Tusa), Edizioni di storia e studi sociali, 2018.
- Il Mediterraneo al tempo di al-Idrīsī. Relazioni tra Nord e Sud, Oriente e Occidente (con altri autori), Edizioni di storia e studi sociali, Ragusa 2017.
- Viaggio nella Grecia antica da Oriente a Occidente (con Sebastiano Tusa), Edizioni di Storia e Studi sociali, 2017.
- Il Mediterraneo oltre il jihad e le crociate. Il tempo lungo delle contaminazioni, EdS, Ragusa 2017.
- In viaggio tra il Mediterraneo e storia (con Sebastiano Tusa), Edizioni di Storia e Studi Sociali, Ragusa 2017.
- Federico II e il suo tempo (con Ferdinando Maurici, Teresa Sardella e Ferdinando Raffaele), EdS, 2016.
- L'utopia del possibile. Conversazione con Achille Occhetto, Ragusa, Edizioni di Storia e Studi Sociali, 2016.
- Storia del viaggio in Sicilia dalla tarda antichità all'età moderna Ragusa, Edizioni di Storia e Studi Sociali, 2016.
- Cristiani e musulmani nella Sicilia Normanna (con Ferdinando Raffaele e Sebastiano Tusa), Modica, Edizioni di Storia e Studi Sociali, 2015.
- Il crepuscolo della Sicilia islamica, Messina, Editoriale Biblioteca Siciliana, Messina 2014
- Pio La Torre legislatore contro la mafia, Edizioni di Storia e Studi Sociali, 2014
- Colletti criminali. L'intreccio perverso tra mafie e finanze (con Jean-François Gayraud), Roma. Castelvecchi Editore, 2014
- L'affare Giuliano. I documenti che rivelano il primo patto tra Stato e mafia nel tempo della Repubblica, EdS, 2014
- Il caso Giudici. Nicolas Giudici: la misteriosa morte del giornalista che indagò i poteri forti di Francia, Alpine Studio, Lecco, 2012
- (it) Carlo Ruta, Narcoeconomy : Business e mafie che non conoscono crisi, Castelvecchi Editore, 2011, 183 p. (ISBN 978-88-6826-626-4 et 88-6826-626-1, lire en ligne).
- Guerre solo ingiuste. La legittimazione dei conflitti e l'America dal Vietnam all'Afghanistan, Milano, Mimesis Edizioni, 2010.
- L'unità d'Italia, la Sicilia, la scoperta della mafia, Edi.bi.si, Messina 2010
- Segreto di mafia, Rapporti, Siracusa, 2008
- Morte a Ragusa, Edi.bi.si., 2005
- Segreti di banca. L'Antonveneta dai miracoli del nord-est agli intrighi siciliani, Edizioni Le Pietre, 2004
- Giuliano e lo Stato, Edi.bi.si., Messina, 2003
- Viaggiatori in Sicilia. L'immagine dell'isola nel secolo dei lumi, Messina, Edi.bi.si., 2001
- Politica e mafia negli Iblei, Edizioni La Zisa, 1998
- Cono d'ombra. La mafia a Ragusa, Edizioni La Zisa, Palermo, 1997
- Il binomio Giuliano-Scelba, Rubbettino Editore, 1995
- Appunti di fine regime, Rubbettino Editore, 1994
- Il processo come tarlo della Repubblica, Era Nuova, Perugia, 1994
- Gulag Sicilia, Rubbettino Editore, 1993.